# Luisa Adorno
Luisa Adorno, pseudonimo di Mila Curradi Stella (Pisa, 2 agosto 1921 – Roma, 12 luglio 2021), è stata una scrittrice italiana.

## Biografia
Esercitò per tutta la vita la professione di insegnante in scuole medie e superiori. Collaborò con le riviste Il Mondo di Mario Pannunzio, Paragone, L'indice dei libri del mese, Abitare, Italianieuropei.
Si distinse nel tempo per la partecipazione a numerose attività culturali: come testimone al convegno 100 anni di scrittrici, 100 libri di donne (assieme a Dacia Maraini, Fernanda Pivano, Inge Feltrinelli, Elvira Sellerio, Salone del libro di Torino 16-21 maggio 1996), come giudice nella commissione del Premio letterario Brancati-Zafferana su Letteratura e Resistenza (21-24 settembre 2005), come vicepresidente dell'Associazione amici di Leonardo Sciascia, come traduttrice - assieme a Jiřina Šťastná - del romanzo di Helena Šmahelová La fermata del treno dei boschi e come scrittrice nell'incontro alla Biblioteca Panizzi di Reggio Emilia intitolato Le Storie salvano la vita? (3 luglio 2007).
Vinse il premio Alpi Apuane nel 1963, con il libro L'ultima provincia (Rizzoli, 1962). Ha vinto sempre con L'ultima provincia (Sellerio, 1983) il premio Lecce De Marzi nel 1983. Ottenne nel 1985, con Le dorate stanze, il premio Prato-Europa e il Premio Nazionale Letterario Pisa sezione Narrativa; nel 1990, con Arco di luminara, il Premio Viareggio e il premio Racalmare-Leonardo Sciascia; nel 1995, con Come a un ballo in maschera, il Premio Donna Martina Franca; nel 1999, con Sebben che siamo donne, il premio Vittorini.

## Opere
Le sue opere, miscela di autobiografia e invenzione, quasi tutte pubblicate presso Sellerio Editore, sono:
- L'ultima provincia (romanzo, 1983; prima edizione Rizzoli 1962)
- Le dorate stanze (romanzo, 1985)
- Arco di luminara (romanzo, 1990 Premio letterario Racalmare Leonardo Sciascia)
- La libertà ha un cappello a cilindro (romanzo, 1993)
- Come a un ballo in maschera (racconti, 1995), contenente il racconto  Scuola mia, su italianieuropei.it..
- Sebben che siamo donne (romanzo, 1999)
- Foglia d'acero (diario ritrovato di Daniele Pecorini Manzoni, 2001)
- Tutti qui con me (romanzo, 2008)
- Italia mia, racconto, in Grand Tour. Rivisitare l'Italia nei suoi 150 anni, Italianieuropei, 05/2010

## Archivio
Il fondo Luisa Adorno, depositato presso l'Archivio di Stato di Firenze a cura dell'Archivio per la memoria e la scrittura delle donne Alessandra Contini Bonacossi, si divide in due nuclei distinti: il primo è formato dai dattiloscritti e manoscritti delle opere già edite (alcuni dattiloscritti si presentano in duplice redazione - manoscritta e fotostatica - con varianti significative) e il secondo composto da vari documenti quali recensioni, partecipazioni a convegni, presentazioni di testi, articoli già pubblicati in riviste (anche bozze di futuri racconti) e lettere varie.